# Грабер, Юлия
Юлия Грабер (нем. Julia Grabher; родилась 2 июля 1996 года в Дорнбирне, Австрия) — австрийская профессиональная теннисистка.

## Общая биография
Грабер начала заниматься теннисом в возрасте шести лет. Она предпочитает грунтовые корты.
Грабер - активная спортсменка Армейского спортивного центра Федеральной армии Австрии. Как армейская спортсменка, в настоящее время она имеет звание сержант.

## Спортивная карьера
В 2012 году она сыграла свой первый турнир из цикла ITF. В 2014 году получила приглашение в квалификацию в квалификации на турниры в Бадгастайне и Линце, но оба раза проиграла свой стартовый матч. В феврале 2015 года она впервые сыграла в матче национальной команды Австрии в Кубке Федерации. В августе 2015 года она выиграла свой первый титул ITF. В 2019 году она впервые выступила на турнире WTA-тура в основной сетке.
В сентябре 2022 года Грабер выиграла турнир серии WTA 125K в Бари, в результате чего поднялась в мировом рейтинге на 97-е место. Сезон 2022 года она завершила в первой сотни рейтинга. В 2023 году на Открытом чемпионате Австралии, австрийка получила место в основной сетке. Первый в карьере взрослый турнир серии Большого шлема завершился для неё в первом раунде.

## Итоговое место в рейтинге WTA по годам
| Год  | Одиночный рейтинг | Парный рейтинг |
| 2022 | 84                |                |
| 2021 | 192               | 511            |
| 2020 | 226               | 528            |
| 2019 | 231               | 525            |
| 2018 | 247               |                |
| 2017 | 261               | 585            |
| 2016 | 308               | 400            |
| 2015 | 572               | 1069           |
| 2014 | 952               |                |

## Выступления на турнирах

### Финалы турнировWTAв одиночном разряде (1)

#### Поражения (1)
| Легенда:               |
| ---------------------- |
| Турниры Большого шлема |
| Олимпиада              |
| Итоговый турнир WTA    |
| WTA 1000 Mandatory     |
| WTA 1000               |
| WTA 500                |
| WTA 250                |

| №  | Дата        | Турнир         | Покрытие | Соперница в финале | Счёт        |
| 1. | 27 мая 2023 | Рабат, Марокко | Грунт    | Лючия Бронцетти    | 4-6 7-5 5-7 |